# 呉応熊
呉 応熊（ご おうゆう、拼音: Wú Yīngxióng 生年不詳 - 康熙14年4月13日（1675年5月7日））は、清初の武将。

## 生涯
明の武将の父呉三桂は清軍の攻撃に対して山海関を守っていたものの、崇禎17年（1644年）に順の李自成が都北京を陥落させたことにより、清に降伏してその後、順軍を破った。清軍が山海関に入る前に摂政王ドルゴンは順治帝の庶出妹であった建寧公主（太宗崇徳帝の第14皇女）を呉応熊に降嫁させることに同意した。
順治9年（1653年）、孝荘皇太后の主導により、呉応熊は建寧公主と結婚した。ドルゴンは呉三桂を平西王として重用したものの内心では警戒しておりこの結婚は政略結婚であった。呉応熊は駙馬に任じられたものの、その身は北京に留め置かれ、実質朝廷の人質であった。
翌順治10年（1654年）、呉応熊は三等子爵を授けられ、順治14年（1658年）には少保兼太子太保になった。康熙7年（1668年）には少傅兼太子太傅になった。康熙12年（1673年）12月に呉三桂が反乱を起こすと呉応熊は逮捕されて入獄、ミンジュ（納蘭明珠）は呉応熊とその息子呉世霖の処刑を建議した。
康熙14年（1675年）4月13日、呉応熊と長子の呉世霖は絞殺され、他の幼子は死刑を免じられ、官を没収された（『清史稿』呉三桂伝）。呉応熊らの処刑後、康熙帝は建寧公主に「呉応熊は謀反のために処刑した」として詔書を下して慰めた。
次子の呉世璠は洪化元年（1678年）に祖父の死により周の第二代皇帝として即位すると、亡父に太宗の廟号と孝恭皇帝の諡号を贈った。

## 子女
- 男子：呉世霖、呉世璠
- 女子：呉氏（恭親王の愛新覚羅常寧が側女とした）